# 柏杉乡
柏杉乡，是中华人民共和国四川省凉山彝族自治州会东县曾经下辖的一个乡。

## 行政区划
柏杉乡撤销前下辖以下地区：
孙家箐村、柏杉坡村和铜厂村。